# Alex De Angelis
Alex De Angelis (Rimini, 26 febbraio 1984) è un pilota motociclistico sammarinese, ritiratosi dalle competizioni nel 2020.

## Carriera
È stato attivo nel Motomondiale dal 1999 al 2017, cogliendo una vittoria nella classe 250 e tre in Moto2, e il titolo di vicecampione del mondo della classe 125 nel 2003.
Anche suo fratello William è un pilota professionista; i due esordirono nel Motomondiale - classe 125 - nello stesso GP.

### Inizi e Classe 125
Ha esordito con delle minimoto nel 1995 ed è approdato al motomondiale nel 1999 nella classe 125 con la Honda RS 125 R del team Matteoni Racing, correndo come wildcard il GP di San Marino. Nel 2000 diventa pilota titolare, continuando a correre nel team Chupa Chups Matteoni Racing con compagno di squadra Toni Elías e terminando la stagione al 18º posto con 41 punti, ottenendo come miglior risultato due sesti posti (Pacifico e Australia).
Nel 2001, anno in cui ha avuto Jaroslav Huleš come compagno di squadra, termina la stagione al 14º posto con 63 punti, ottenendo come miglior risultato due sesti posti (Australia e Brasile). Nel 2002 passa all'Aprilia, nel team Safilo Oxydo Race LCR con compagno di squadra Lucio Cecchinello, ottenendo un secondo posto in Germania e una pole position in Repubblica Ceca e terminando la stagione al 9º posto con 87 punti. Nel 2003 passa al team Globet.com Racing, con compagno di squadra Gino Borsoi, ottenendo sei terzi posti (Spagna, Catalogna, Germania, Repubblica Ceca, Portogallo e Brasile) e quattro pole position (Giappone, Repubblica Ceca, Portogallo e Comunità Valenciana) e terminando la stagione 2º con 166 punti, alle spalle dello spagnolo Daniel Pedrosa.

### Classe 250
Nel 2004 ha esordito nella classe 250 con l'Aprilia RSV 250 del team ufficiale Aprilia Racing, ottenendo un secondo posto in Australia, un terzo posto in Germania e una pole position in Gran Bretagna e terminando la stagione al 5º posto con 147 punti. Nel 2005 viene confermato dal team MS Aprilia Italia Corse, con compagno di squadra Simone Corsi, ottenendo due secondi posti (Germania e Malesia), due terzi posti (Spagna e Italia) e due pole position (Germania e Turchia) e terminando la stagione al 7º posto con 151 punti.
Nel 2006 si sposta nel team Master - MVA Aspar, ottenendo la sua prima vittoria nel GP della Comunità Valenciana, oltre a sette secondi posti (Spagna, Italia, Olanda, Gran Bretagna, Germania, Australia e Giappone) e tre terzi posti (Catalogna, Malesia e Portogallo); termina la stagione al 3º posto con 228 punti. Nel 2007 ottiene sei secondi posti (Qatar, Italia, Catalogna, Gran Bretagna, Paesi Bassi e Comunità Valenciana), due terzi posti (Francia e Germania) e una pole position in Gran Bretagna e terminando la stagione al 3º posto con 235 punti.

### MotoGP

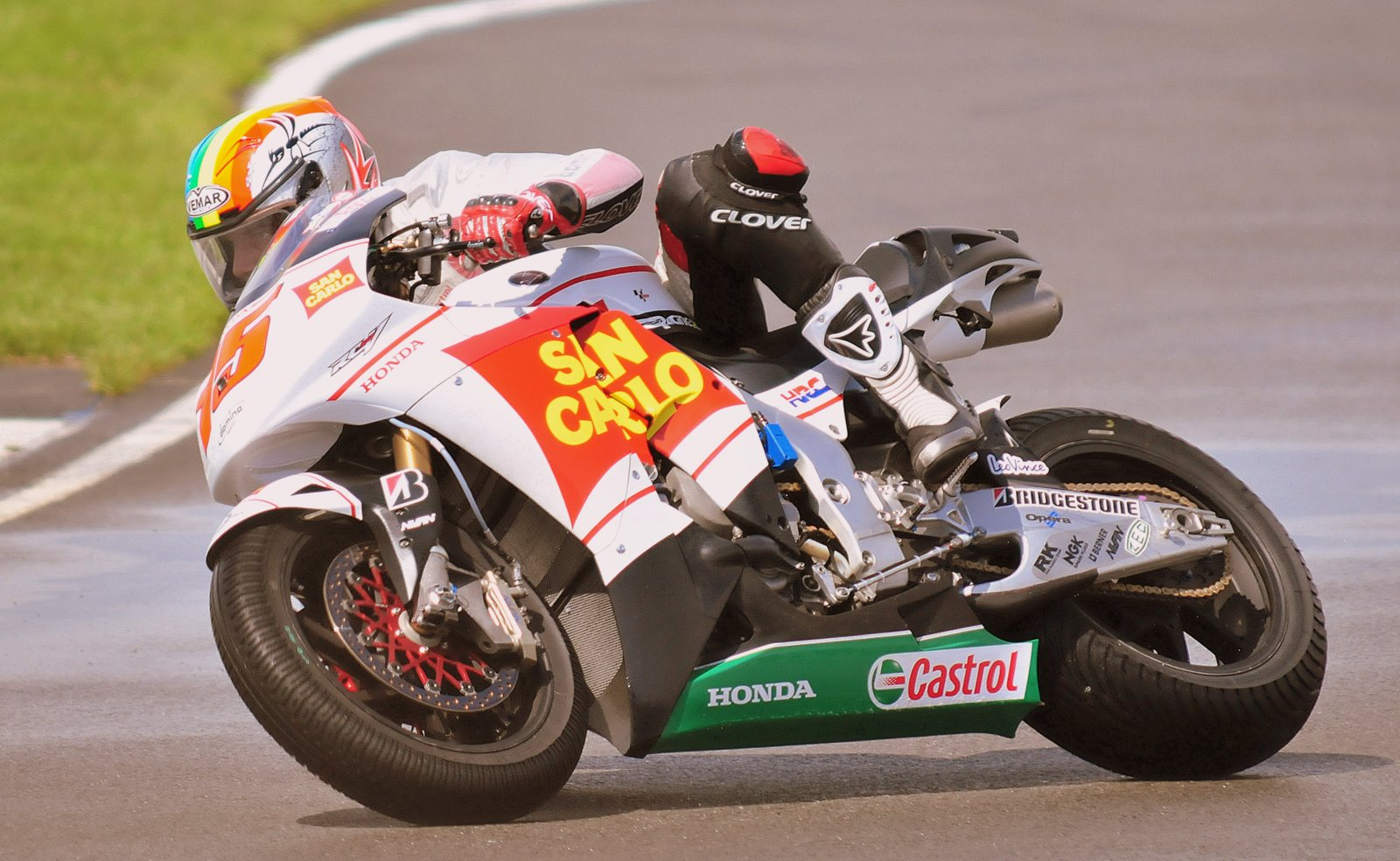
De Angelis con la Honda Gresini nel 2009.

Nel 2008 ha debuttato in MotoGP con la Honda RC212V del team San Carlo Honda Gresini, con compagno di squadra Shinya Nakano, terminando la stagione al 14º posto con 63 punti e ottenendo come miglior risultato due quarti posti (Italia e Germania). L'anno dopo, con Elías come compagno di squadra, ottiene il primo podio nella classe maggiore a Indianapolis, con un secondo posto. A fine stagione è 8º con 111 punti.

### Moto2
Nel 2010 passa in Moto2 ingaggiato dal RSM Team Scot con una Force GP210, il compagno di squadra è Niccolò Canepa. È costretto a saltare il GP di Spagna per una contusione rimediata nel warm up del GP e il GP di Gran Bretagna per un infortunio rimediato nelle prove libere del GP. Durante lo stesso anno viene chiamato in MotoGP dal team Interwetten Honda MotoGP per sostituire l'infortunato Hiroshi Aoyama dal Gran Premio di Germania al Gran Premio della Repubblica Ceca.

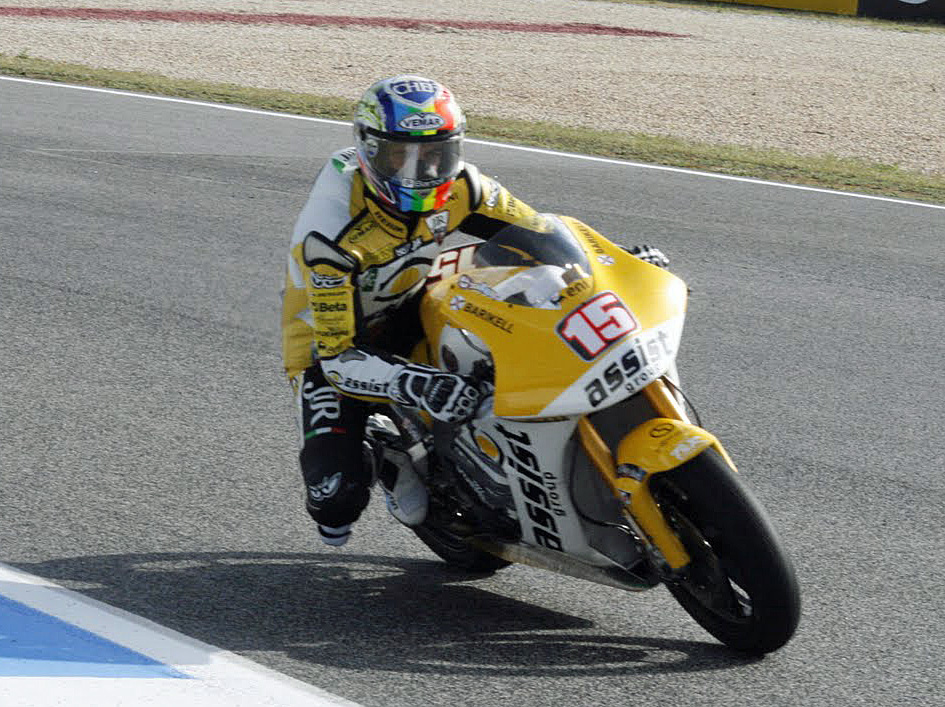
De Angelis alla guida della Motobi nel 2011.

Il 5 settembre 2010 è coinvolto, suo malgrado, nell'incidente che vede morire Shōya Tomizawa, durante il Gran Premio di San Marino, presso l'autodromo di Misano Adriatico. Ha corso questo Gran Premio in sostituzione di Yusuke Teshima con il team JiR Moto2, prendendone definitivamente il posto dal successivo Gran Premio d'Aragona. Ottiene un secondo posto in Malesia e pole position con successiva vittoria in Australia, la seconda della sua carriera, con alle spalle in seconda posizione Scott Redding, l'altro pilota coinvolto nell'incidente di Misano, con il quale De Angelis ha dedicato il momento a Shōya Tomizawa. In Portogallo giunge terzo. Nel 2011 viene confermato come pilota del team JiR Moto2 e continua a guidare l'unica MotoBi in Moto2. Giunge terzo in Germania, mentre a Phillip Island ottiene pole position e vittoria. Termina la stagione al 4º posto con 174 punti.
Nel 2012 passa al team Forward Racing, iniziando la stagione alla guida di una Suter MMX per poi passare dal GP d'Olanda ad una FTR M212, con compagno di squadra Yūki Takahashi. Ottiene una vittoria in Malesia e un terzo posto in Germania, ma è costretto a saltare il Gran Premio d'Australia disputatosi a Phillip Island (di cui aveva vinto le prime due edizioni della classe Moto2) e il Gran Premio della Comunità Valenciana a causa di un infortunio alla mano subito nelle prove ufficiali in Australia.
Nel 2013 rimane nello stesso team alla guida di una Speed Up SF13. Nel corso dello stesso anno viene chiamato in MotoGP dal team Ignite Pramac Racing per correre con la Ducati Desmosedici il GP degli Stati Uniti d'America, terminato in 11ª posizione, in sostituzione dell'infortunato Ben Spies. In Moto2 ottiene come miglior risultato due quinti posti (Germania e Australia) e termina la stagione al 14º posto con 81 punti. Nel 2014 passa al team Tasca Racing, alla guida di una Suter MMX2. Dal Gran Premio della Repubblica Ceca corre in MotoGP al posto di Colin Edwards per il team Forward Racing, che gli affida una Forward Yamaha con specifiche Open. Il suo posto in Moto2 viene preso da Riccardo Russo. In Moto2 totalizza 37 punti, in MotoGP 14. 

### Ritorno in MotoGP e Superbike
Nel 2015 passa al team Octo IodaRacing che gli affida una ART. In questa stagione è costretto a saltare i Gran Premi di Giappone, Malesia e Comunità Valenciana a causa di un incidente nelle prove libere 4 dell'appuntamento nipponico nel quale ha riportato una contusione polmonare e fratture a vertebre e costole. Chiude la stagione al ventottesimo posto in classifica con 2 punti.
Nel 2016 si trasferisce nel campionato mondiale Superbike, guidando un'Aprilia RSV4 RF gestita dal team IodaRacing. Il compagno di squadra in questa stagione è Lorenzo Savadori. De Angelis è costretto a saltare gara2 del gran premio d'Olanda ad Assen a causa di una frattura al mignolo della mano sinistra rimediata nel warm-up. In occasione del Gran Premio di Germania sul circuito del Lausitzring in gara 2 con pista bagnata, ottiene il suo primo podio nel mondiale Superbike giungendo secondo alle spalle del vincitore Jonathan Rea. Chiude la sua stagione d'esordio nel mondiale Superbike al tredicesimo posto con novantasei punti ottenuti.
Prende parte al mondiale Superbike anche per la stagione 2017, spostandosi però al team Pedercini Racing SC-Project con una Kawasaki ZX-10R. Termina anticipatamente la collaborazione col team dopo la gara di Laguna Seca, il suo posto in squadra viene preso da Riccardo Russo. Sempre nel 2017 partecipa ai Gran Premi di Gran Premio di Gran Bretagna e Malesia nella classe Moto2 in sella ad una Kalex Moto2 del team Tasca Racing in sostituzione dell'infortunato Xavier Siméon, e al Gran Premio di San Marino in sella ad una Suter MMX2 del team Dynavolt Intact GP, in sostituzione dell'infortunato Marcel Schrötter. Nel motomondiale ha totalizzato 5 punti. I punti ottenuti nel mondiale Superbike nella prima parte di stagione gli consentono di chiudere al diciannovesimo posto in classifica piloti.

### MotoE
Nel 2019 corre in MotoE nel team Pramac Racing; il compagno di squadra è Joshua Hook. Ottiene la pole position al Gran Premio di San Marino e, come miglior risultato in gara, due quarti posti. Chiude la stagione al 7º posto in classifica con 47 punti. L'8 ottobre 2020 annuncia il suo ritiro a Le Mans, dove si disputa l'ultimo Gran Premio di MotoE della stagione 2020, concludendo la sua carriera come pilota professionista. Chiude la stagione al 14º posto con 35 punti.

## Risultati in gara

### Motomondiale

#### Classe 125
| 1999 | Classe | Moto  |  |  |  |  |  |  |  |  |  |  |     |  |  |  |  |  | Punti | Pos. |
| ---- | ------ | ----- |  |  |  |  |  |  |  |  |  |  | --- |  |  |  |  |  | ----- | ---- |
| 1999 | 125    | Honda |  |  |  |  |  |  |  |  |  |  | Rit |  |  |  |  |  | 0     |      |

| 2000 | Classe | Moto  |    |    |     |    |    |    |     |    |    |     |     |     |    |    |   |   | Punti | Pos. |
| ---- | ------ | ----- | -- | -- | --- | -- | -- | -- | --- | -- | -- | --- | --- | --- | -- | -- | - | - | ----- | ---- |
| 2000 | 125    | Honda | 16 | 16 | Rit | 15 | 15 | 12 | Rit | 14 | 12 | Rit | Rit | Rit | 12 | 11 | 6 | 6 | 41    | 18º  |

| 2001 | Classe | Moto  |    |   |   |    |    |   |     |     |    |    |     |     |     |   |    |   | Punti | Pos. |
| ---- | ------ | ----- | -- | - | - | -- | -- | - | --- | --- | -- | -- | --- | --- | --- | - | -- | - | ----- | ---- |
| 2001 | 125    | Honda | 14 | 9 | 7 | 14 | 10 | 9 | Rit | Rit | 12 | 12 | Rit | Rit | Rit | 6 | 14 | 6 | 63    | 14º  |

| 2002 | Classe | Moto    |     |   |     |     |   |     |   |   |   |   |     |    |     |    |     |   | Punti | Pos. |
| ---- | ------ | ------- | --- | - | --- | --- | - | --- | - | - | - | - | --- | -- | --- | -- | --- | - | ----- | ---- |
| 2002 | 125    | Aprilia | Rit | 6 | Rit | Rit | 7 | Rit | 9 | 7 | 2 | 8 | Rit | 11 | Rit | 10 | Rit | 4 | 87    | 9º   |

| 2003 | Classe | Moto    |     |   |   |     |   |   |   |   |   |   |   |   |   |   |   |     | Punti | Pos. |
| ---- | ------ | ------- | --- | - | - | --- | - | - | - | - | - | - | - | - | - | - | - | --- | ----- | ---- |
| 2003 | 125    | Aprilia | Rit | 6 | 3 | Rit | 5 | 3 | 6 | 4 | 3 | 3 | 3 | 3 | 9 | 6 | 7 | Rit | 166   | 2º   |

| Legenda | 1º posto        | 2º posto            | 3º posto            | A punti      | Senza punti        | Grassetto – Pole position Corsivo – Giro più veloce |
| Legenda | Gara non valida | Non qual./Non part. | Ritirato/Non class. | Squalificato | '-' Dato non disp. | Grassetto – Pole position Corsivo – Giro più veloce |

#### Classe 250
| 2004 | Classe | Moto    |   |   |   |   |     |   |   |   |   |     |   |   |     |   |   |     |  |  | Punti | Pos. |
| ---- | ------ | ------- | - | - | - | - | --- | - | - | - | - | --- | - | - | --- | - | - | --- |  |  | ----- | ---- |
| 2004 | 250    | Aprilia | 5 | 6 | 5 | 8 | Rit | 5 | 4 | 3 | 4 | Rit | 5 | 6 | Rit | 4 | 2 | Rit |  |  | 147   | 5º   |

| 2005 | Classe | Moto    |   |   |   |     |   |     |   |    |     |   |   |   |   |     |     |   |   |  | Punti | Pos. |
| ---- | ------ | ------- | - | - | - | --- | - | --- | - | -- | --- | - | - | - | - | --- | --- | - | - |  | ----- | ---- |
| 2005 | 250    | Aprilia | 3 | 5 | 4 | Rit | 3 | Rit | 5 | NE | Rit | 2 | 4 | 7 | 2 | Rit | Rit | 7 | 4 |  | 151   | 7º   |

| 2006 | Classe | Moto    |   |     |    |     |   |   |   |   |   |   |    |     |   |   |   |   |   |  | Punti | Pos. |
| ---- | ------ | ------- | - | --- | -- | --- | - | - | - | - | - | - | -- | --- | - | - | - | - | - |  | ----- | ---- |
| 2006 | 250    | Aprilia | 2 | Rit | 12 | Rit | 5 | 2 | 3 | 2 | 2 | 2 | NE | Rit | 3 | 2 | 2 | 3 | 1 |  | 228   | 3º   |

| 2007 | Classe | Moto    |   |   |   |   |   |   |   |   |   |   |    |    |   |   |   |   |     |   | Punti | Pos. |
| ---- | ------ | ------- | - | - | - | - | - | - | - | - | - | - | -- | -- | - | - | - | - | --- | - | ----- | ---- |
| 2007 | 250    | Aprilia | 2 | 4 | 4 | 4 | 3 | 2 | 2 | 2 | 2 | 3 | NE | 11 | 5 | 6 | 5 | 9 | Rit | 2 | 235   | 3º   |

| Legenda | 1º posto        | 2º posto            | 3º posto            | A punti      | Senza punti        | Grassetto – Pole position Corsivo – Giro più veloce |
| Legenda | Gara non valida | Non qual./Non part. | Ritirato/Non class. | Squalificato | '-' Dato non disp. | Grassetto – Pole position Corsivo – Giro più veloce |

#### MotoGP
| 2008 | Classe | Moto  |     |    |    |    |    |   |     |    |     |   |    |   |     |    |    |     |    |    | Punti | Pos. |
| ---- | ------ | ----- | --- | -- | -- | -- | -- | - | --- | -- | --- | - | -- | - | --- | -- | -- | --- | -- | -- | ----- | ---- |
| 2008 | MotoGP | Honda | Rit | 14 | 11 | 16 | 12 | 4 | Rit | 15 | Rit | 4 | 13 | 8 | Rit | 10 | 17 | Rit | 14 | 10 | 63    | 14º  |

| 2009 | Classe | Moto  |   |    |    |    |    |    |    |    |   |   |   |   |     |     |   |    |    |  | Punti | Pos. |
| ---- | ------ | ----- | - | -- | -- | -- | -- | -- | -- | -- | - | - | - | - | --- | --- | - | -- | -- |  | ----- | ---- |
| 2009 | MotoGP | Honda | 6 | 13 | 14 | 11 | 15 | 12 | 10 | 11 | 5 | 4 | 8 | 2 | Rit | Rit | 4 | 12 | 10 |  | 111   | 8º   |

| 2010 | Classe | Moto  |  |  |  |  |  |  |  |    |    |    |  |  |  |  |  |  |  |  | Punti | Pos. |
| ---- | ------ | ----- |  |  |  |  |  |  |  | -- | -- | -- |  |  |  |  |  |  |  |  | ----- | ---- |
| 2010 | MotoGP | Honda |  |  |  |  |  |  |  | 12 | 12 | 13 |  |  |  |  |  |  |  |  | 11    | 18º  |

| 2013 | Classe | Moto   |  |  |  |  |  |  |  |  |    |  |  |  |  |  |  |  |  |  | Punti | Pos. |
| ---- | ------ | ------ |  |  |  |  |  |  |  |  | -- |  |  |  |  |  |  |  |  |  | ----- | ---- |
| 2013 | MotoGP | Ducati |  |  |  |  |  |  |  |  | 11 |  |  |  |  |  |  |  |  |  | 5     | 23º  |

| 2014 | Classe | Moto           |  |  |  |  |  |  |  |  |  |  |    |    |    |    |    |   |     |    | Punti | Pos. |
| ---- | ------ | -------------- |  |  |  |  |  |  |  |  |  |  | -- | -- | -- | -- | -- | - | --- | -- | ----- | ---- |
| 2014 | MotoGP | Forward Yamaha |  |  |  |  |  |  |  |  |  |  | 16 | 15 | 14 | 12 | 17 | 9 | Rit | 18 | 14    | 21º  |

| 2015 | Classe | Moto |    |    |    |    |    |     |    |     |    |    |     |    |     |     |    |     |     |     | Punti | Pos. |
| ---- | ------ | ---- | -- | -- | -- | -- | -- | --- | -- | --- | -- | -- | --- | -- | --- | --- | -- | --- | --- | --- | ----- | ---- |
| 2015 | MotoGP | ART  | 20 | 18 | 22 | 21 | 17 | Rit | 15 | Rit | 18 | 21 | Rit | 15 | Rit | Rit | NP | Inf | Inf | Inf | 2     | 28º  |

| Legenda | 1º posto        | 2º posto            | 3º posto            | A punti      | Senza punti        | Grassetto – Pole position Corsivo – Giro più veloce |
| Legenda | Gara non valida | Non qual./Non part. | Ritirato/Non class. | Squalificato | '-' Dato non disp. | Grassetto – Pole position Corsivo – Giro più veloce |

#### Moto2
| 2010 | Classe | Moto              |     |    |     |    |    |    |    |  |    |  |  |     |     |   |   |   |   |   | Punti | Pos. |
| ---- | ------ | ----------------- | --- | -- | --- | -- | -- | -- | -- |  | -- |  |  | --- | --- | - | - | - | - | - | ----- | ---- |
| 2010 | Moto2  | Force GP e MotoBi | Rit | NP | Rit | 11 | NP | 20 | 10 |  | NE |  |  | Rit | Rit | 4 | 2 | 1 | 3 | 6 | 95    | 11º  |

| 2011 | Classe | Moto   |   |   |    |    |   |     |   |   |   |    |   |    |   |   |   |   |   |    | Punti | Pos. |
| ---- | ------ | ------ | - | - | -- | -- | - | --- | - | - | - | -- | - | -- | - | - | - | - | - | -- | ----- | ---- |
| 2011 | Moto2  | MotoBi | 4 | 7 | 12 | 10 | 6 | Rit | 5 | 4 | 3 | NE | 4 | 15 | 4 | 4 | 6 | 1 | 4 | 12 | 174   | 4º   |

| 2012 | Classe | Moto        |     |    |   |     |    |    |   |   |     |    |     |   |    |     |    |   |    |     | Punti | Pos. |
| ---- | ------ | ----------- | --- | -- | - | --- | -- | -- | - | - | --- | -- | --- | - | -- | --- | -- | - | -- | --- | ----- | ---- |
| 2012 | Moto2  | Suter e FTR | Rit | 12 | 6 | Rit | 14 | 11 | 5 | 3 | Rit | NE | Rit | 6 | 13 | Rit | 19 | 1 | NP | Inf | 86    | 12º  |

| 2013 | Classe | Moto     |   |   |    |   |   |     |    |   |    |    |     |    |    |     |     |   |   |   | Punti | Pos. |
| ---- | ------ | -------- | - | - | -- | - | - | --- | -- | - | -- | -- | --- | -- | -- | --- | --- | - | - | - | ----- | ---- |
| 2013 | Moto2  | Speed Up | 8 | 8 | 14 | 9 | 8 | Rit | 15 | 5 | NE | 14 | Rit | 14 | 14 | Rit | Rit | 5 | 7 | 6 | 81    | 14º  |

| 2014 | Classe | Moto  |     |   |   |    |     |    |     |   |     |   |  |  |  |  |  |  |  |  | Punti | Pos. |
| ---- | ------ | ----- | --- | - | - | -- | --- | -- | --- | - | --- | - |  |  |  |  |  |  |  |  | ----- | ---- |
| 2014 | Moto2  | Suter | Rit | 8 | 6 | 17 | Rit | 17 | Rit | 5 | Rit | 8 |  |  |  |  |  |  |  |  | 37    | 20º  |

| 2017 | Classe | Moto          |  |  |  |  |  |  |  |  |  |  |  |    |    |  |  |  |    |  | Punti | Pos. |
| ---- | ------ | ------------- |  |  |  |  |  |  |  |  |  |  |  | -- | -- |  |  |  | -- |  | ----- | ---- |
| 2017 | Moto2  | Kalex e Suter |  |  |  |  |  |  |  |  |  |  |  | 24 | 11 |  |  |  | 18 |  | 5     | 32º  |

| Legenda | 1º posto        | 2º posto            | 3º posto            | A punti      | Senza punti        | Grassetto – Pole position Corsivo – Giro più veloce |
| Legenda | Gara non valida | Non qual./Non part. | Ritirato/Non class. | Squalificato | '-' Dato non disp. | Grassetto – Pole position Corsivo – Giro più veloce |

#### MotoE
| 2019 | Classe | Moto     |   |   |     |     |   |   |  |  |  | Punti | Pos. |
| ---- | ------ | -------- | - | - | --- | --- | - | - |  |  |  | ----- | ---- |
| 2019 | MotoE  | Energica | 6 | 4 | Rit | Rit | 5 | 4 |  |  |  | 47    | 7º   |

| 2020 | Classe | Moto     |    |   |   |     |   |    |    |  |  | Punti | Pos. |
| ---- | ------ | -------- | -- | - | - | --- | - | -- | -- |  |  | ----- | ---- |
| 2020 | MotoE  | Energica | 17 | 4 | 8 | Rit | 8 | 12 | 14 |  |  | 35    | 14º  |

| Legenda | 1º posto        | 2º posto            | 3º posto            | A punti      | Senza punti        | Grassetto – Pole position Corsivo – Giro più veloce |
| Legenda | Gara non valida | Non qual./Non part. | Ritirato/Non class. | Squalificato | '-' Dato non disp. | Grassetto – Pole position Corsivo – Giro più veloce |

### Campionato mondiale Superbike
| 2016 | Moto    |     |    |   |    |    |   |    |    |    |    |     |   |     |    |    |    |   |    |    |   |    |    |    |     |    |     |  |  | Punti | Pos. |
| ---- | ------- | --- | -- | - | -- | -- | - | -- | -- | -- | -- | --- | - | --- | -- | -- | -- | - | -- | -- | - | -- | -- | -- | --- | -- | --- |  |  | ----- | ---- |
| 2016 | Aprilia | Rit | 13 | 9 | 14 | 11 | 8 | 12 | NP | 15 | 14 | Rit | 7 | Rit | 15 | 12 | 13 | 9 | NP | 12 | 2 | 10 | 14 | 11 | Rit | 13 | Rit |  |  | 96    | 13º  |

| 2017 | Moto     |    |    |    |    |    |     |    |    |    |     |    |     |    |     |    |    |  |  |  |  |  |  |  |  |  |  |  |  | Punti | Pos. |
| ---- | -------- | -- | -- | -- | -- | -- | --- | -- | -- | -- | --- | -- | --- | -- | --- | -- | -- |  |  |  |  |  |  |  |  |  |  |  |  | ----- | ---- |
| 2017 | Kawasaki | 14 | 11 | 16 | 11 | 15 | Rit | 12 | 15 | 11 | Rit | 17 | Rit | 12 | Rit | 14 | 13 |  |  |  |  |  |  |  |  |  |  |  |  | 32    | 19º  |

| Legenda | 1º posto        | 2º posto            | 3º posto           | A punti      | Senza punti        | Grassetto – Pole position Corsivo – Giro più veloce |
| Legenda | Gara non valida | Non qual./Non part. | Ritirato/Non class | Squalificato | '-' Dato non disp. | Grassetto – Pole position Corsivo – Giro più veloce |